# Jus2
Jus2 (coreano: 저 스투) es un dúo surcoreano conformado por JB y Yugyeom. Fue formado por JYP Entertainment y lanzaron su primer EP, Focus, el 5 de marzo de 2019. Es la segunda subunidad de Got7, después de JJ Project. El 19 de enero de 2021, tras la expiración de su contrato, JB y Yugyeom dejaron JYP Entertainment.

## Nombre
El nombre del dúo es una combinación de las palabras "just" y "two", según el miembro Yugyeom.

## Historia
El 13 de febrero de 2019, JYP Entertainment anunció la formación de una nueva unidad Got7 que debutaría en algún momento de marzo. Más tarde se reveló que su extended play debut, "Focus", se lanzaría el 5 de marzo y contendría seis pistas con "Focus On Me" como la canción principal. El vídeo musical de la canción mencionada fue lanzado el 3 de marzo. El dúo realizó su presentación debut en el programa musical, M!Countdown, de Mnet el 7 de marzo de 2019. Focus debutó en el puesto número 6 en la lista de álbumes mundiales de Billboard. Los temas del miniálbum son: Focus On Me, Drunk On You, Touch, Senses, Love Talk, y Long Black. Cuatro de las seis canciones fueron compuestas y escritas por los integrantes. Los seis temas tienen una versión en japonés que fueron recopiladas en el extended play japonés de debut del dúo titulado "Focus Japan Edition".
Jus2 lanzó un OST para la serie de televisión surcoreana, He is Psychometric, llamado "Take".

## Formación y composición de Focus
Siguiendo el afán por explorar géneros musicales inexplorados por Got7, el dúo Jus2 ingresó a la escena del K-pop con mucho R&B. Todos los temas fueron compuestos y escritos por los dos miembros en colaboración con otros creadores."Queríamos ser diferentes. Pensamos que la atmósfera de este álbum debía ser distinta a la de Got7 (álbumes), así que empezamos por lo que es opuesto", dijo JB en una entrevista con la Agencia de Noticias Yonhap."Desde el color del álbum hasta su coreografía, buscamos sacar lo que no podíamos hacer dentro de Got7", señaló también Yugyeom. Mientras que las potentes actuaciones de baile y el bubblegum pop han sido la marca de fábrica de la banda de siete miembros, Jus2 es "reservado" en cuanto a la música y la coreografía, que "va constantemente de un lado a otro entre la fuerza y la debilidad", según Yugyeom.
La idea de crear el dúo se concibió durante la gira mundial de Got7, en la que todos sus miembros, excepto JB y Yugyeom, realizaron actuaciones en solitario sobre el escenario."Así que buscamos oportunidades (para hacer un trabajo extra) y el personal de nuestra agencia de gestión sugirió que nosotros, como miembros fuertes en las actuaciones de baile, haríamos un equipo interesante, y así fue como empezamos a prepararnos", señaló."También teníamos muchas ganas y finalmente lo que se propuso inicialmente como una unidad (temporal) para actuar en un concierto se ha convertido en un álbum". Para JB, Jus2 es la segunda subunidad en la que participa después de que anteriormente se emparejara con otro miembro del equipo, Jinyoung. "Trabajar con Jinyoung se sentía como dar un paseo y tener una conversación, pero con Yugyeom, se siente como estar en un paracaídas", dijo JB, comparando sus experiencias con los dos miembros. Al trabajar juntos, JB y Yugyeom descubrieron que sus preferencias y gustos en cuanto a la comida, la música y muchas otras áreas eran muy diferentes. Nestros gustos musicales diferían un poco, pero convergían en el R&B y el hip-hop", dijo JB, insinuando la razón por la que se eligió el R&B como género predominante de "Focus". Cada uno de los seis temas del álbum se adentra en los cinco sentidos del ser humano: el gusto, la vista, el tacto, el olfato y el sonido, además de un sexto sentido.
El seductor tema que da título al disco, "Focus on Me", encarna el sentido de la vista con una letra que habla de la emoción de intercambiar miradas y sentirse atraído por el otro."Drunk on You", es una exploración olfativa de una relación, "Touch" y "Love Talk", tratan de los efectos táctiles y acústicos del amor."Long Black", compara el amor con los distintos sabores del café mientras que el cuarto tema, "Senses", abarca todo el despertar sensual del amor. J.Y.Park ayudó en los arreglos del tema principal, insertando cautivadores sonidos de sintetizador en el gancho de la canción.

## Discografía
Véase: Discografía con JJ Project y Got7

### Extended plays
| Título | Detalles | Ranking | Ranking | Ranking  | Ventas                                  |
| Título | Detalles | KOR     | JPN     | US World | Ventas                                  |
| ------ | --- | ------- | ------- | -------- | --------------------------------------- |
| Focus  | - Publicación: 5 de marzo de 2019 - Sello: JYP Entertainment - Formatos: CD, descarga digital, reproducción online | 2       | 7       | 6        | - KOR: 85,461 - JPN: 14,788 - US: 1,000 |

## Videografía
| Año  | Tipo                                         | Título                                            |
| ---- | -------------------------------------------- | ------------------------------------------------- |
| 2019 | Teaser grupal                                | - AND THE STORY BEGINS : Jus2                     |
| 2019 | Teaser individual                            | - Jus2 (JB, 유겸) 〈FOCUS ON ME〉 (M/V Teaser 1)  |
| 2019 | Teaser individual                            | - Jus2 (JB, 유겸) 〈FOCUS ON ME〉 (M/V Teaser 2)  |
| 2019 | Vídeo musical                                | - Jus2 (JB, 유겸) 〈FOCUS ON ME〉 (M/V)           |
| 2019 | Performance                                  | - Jus2 (JB, 유겸) 〈FOCUS ON ME〉                 |
| 2019 | Práctica                                     | - Jus2 (JB, 유겸) 〈FOCUS ON ME〉                 |
| 2019 | Teaser de los temas                          | - Jus2 (JB, 유겸) 〈FOCUS ON ME〉                 |
| 2019 | Teaser de los temas                          | - Jus2 (JB, 유겸) 〈DRUNK ON YOU〉                |
| 2019 | Teaser de los temas                          | - Jus2 (JB, 유겸) 〈TOUCH〉                       |
| 2019 | Teaser de los temas                          | - Jus2 (JB, 유겸) 〈SENSES〉                      |
| 2019 | Teaser de los temas                          | - Jus2 (JB, 유겸) 〈LOVE TALK〉                   |
| 2019 | Teaser de los temas                          | - Jus2 (JB, 유겸) 〈LONG BLACK〉                  |
| 2019 | En vivo                                      | - Jus2 (JB, 유겸) 〈LONG BLACK〉 Live             |
| 2019 | Detrás de cámaras de la presentación en vivo | - Jus2 (JB, 유겸) 〈LONG BLACK〉 Live BEHIND      |
| 2019 | Sesión de fotos promocional                  | - Jus2 (JB, 유겸) 《FOCUS》 JACKET MAKING FILM    |
| 2019 | Detrás de cámaras del vídeo musical          | - Jus2 (JB, 유겸) 〈FOCUS ON ME〉 M/V MAKING FILM |

## Presentaciones
| Año  | Título                                     | Fecha       | Canal             |
| ---- | ------------------------------------------ | ----------- | ----------------- |
| 2019 | Jus2 〈FOCUS ON ME〉                       | 17 de marzo | SBS               |
| 2019 | Jus2 〈FOCUS ON ME〉                       | 16 de marzo | MBC               |
| 2019 | Jus2 JB 〈FOCUS ON ME〉 (직캠)             | 16 de marzo | MBC               |
| 2019 | Jus2 유겸 〈FOCUS ON ME〉 (직캠)           | 16 de marzo | MBC               |
| 2019 | Jus2 〈FOCUS ON ME〉                       | 15 de marzo | KBS               |
| 2019 | Jus2 〈FOCUS ON ME〉                       | 14 de marzo | Mnet              |
| 2019 | Jus2 JB 〈FOCUS ON ME〉 (직캠)             | 14 de marzo | Mnet              |
| 2019 | Jus2 유겸 〈FOCUS ON ME〉 (직캠)           | 14 de marzo | Mnet              |
| 2019 | Jus2 〈FOCUS ON ME〉                       | 10 de marzo | SBS               |
| 2019 | Jus2 〈FOCUS ON ME〉                       | 9 de marzo  | MBC               |
| 2019 | Jus2 JB 〈FOCUS ON ME〉 (직캠)             | 9 de marzo  | MBC               |
| 2019 | Jus2 유겸 〈FOCUS ON ME〉 (직캠)           | 9 de marzo  | MBC               |
| 2019 | Jus2 〈FOCUS ON ME〉                       | 8 de marzo  | KBS               |
| 2019 | Jus2 〈FOCUS ON ME〉                       | 7 de marzo  | Mnet              |
| 2019 | Jus2 JB 〈FOCUS ON ME〉 (입덕 직캠)        | 7 de marzo  | Mnet              |
| 2019 | Jus2 유겸 〈FOCUS ON ME〉 (입덕 직캠)      | 7 de marzo  | Mnet              |
| 2019 | Jus2 JB 〈FOCUS ON ME〉 (직캠)             | 7 de marzo  | Mnet              |
| 2019 | Jus2 유겸 〈FOCUS ON ME〉 (직캠)           | 7 de marzo  | Mnet              |
| 2019 | Jus2 〈LONG BLACK〉                        | 11 de marzo | JYP Entertainment |
| 2019 | Jus2 〈FOCUS ON ME〉 (Stage Mix in Mubeat) | 29 de marzo | KBS・MBC・SBS     |
| 2019 | Jus2 〈LONG BLACK + Drunk On You〉         | 14 de abril | 스타데일리        |
| 2019 | Jus2 〈FOCUS ON ME〉                       | 5 de marzo  | V LIVE            |

## Conciertos
| Fecha               | Ciudad    | País        | Lugar                                  |
| ------------------- | --------- | ----------- | -------------------------------------- |
| 4 de abril de 2019  | Macau     | China       | Broadway Theatre                       |
| 4 de abril de 2019  | Tokio     | Japón       | Zepp Divercity                         |
| 11 de abril de 2019 | Tokio     | Japón       | Zepp Divercity                         |
| 14 de abril de 2019 | Taipéi    | Taiwán      | Centro de Convenciones Internacionales |
| 17 de abril de 2019 | Osaka     | Japón       | Zepp Namba                             |
| 18 de abril de 2019 | Osaka     | Japón       | Zepp Namba                             |
| 20 de abril de 2019 | Yakarta   | Indonesia   | Nusantara Hall, ICE BSD                |
| 26 de abril de 2019 | Bangkok   | Tailandia   | Thunder Dome                           |
| 26 de abril de 2019 | Bangkok   | Tailandia   | Thunder Dome                           |
| 28 de abril de 2019 | Bangkok   | Tailandia   | Thunder Dome                           |
| 4 de mayo de 2019   | Singapore | Zepp Bigbox | Zepp Bigbox                            |